# Ukrainsk krans

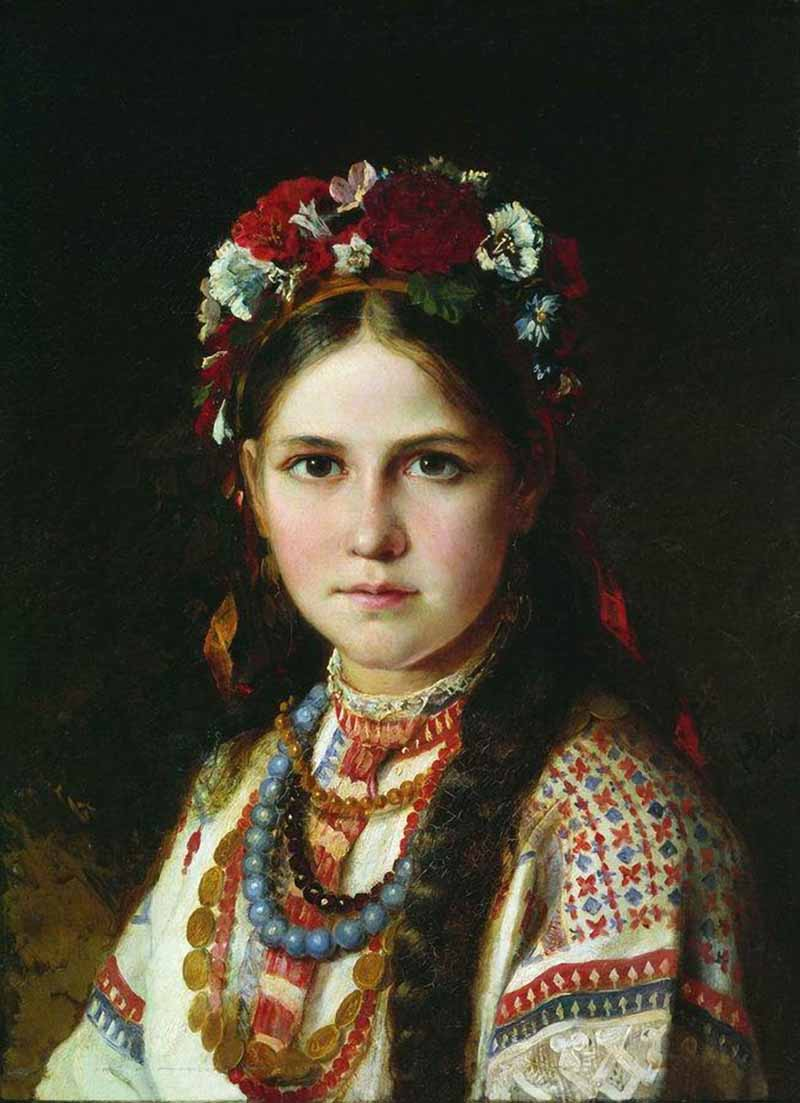
En flicka som bär en ukrainsk krans

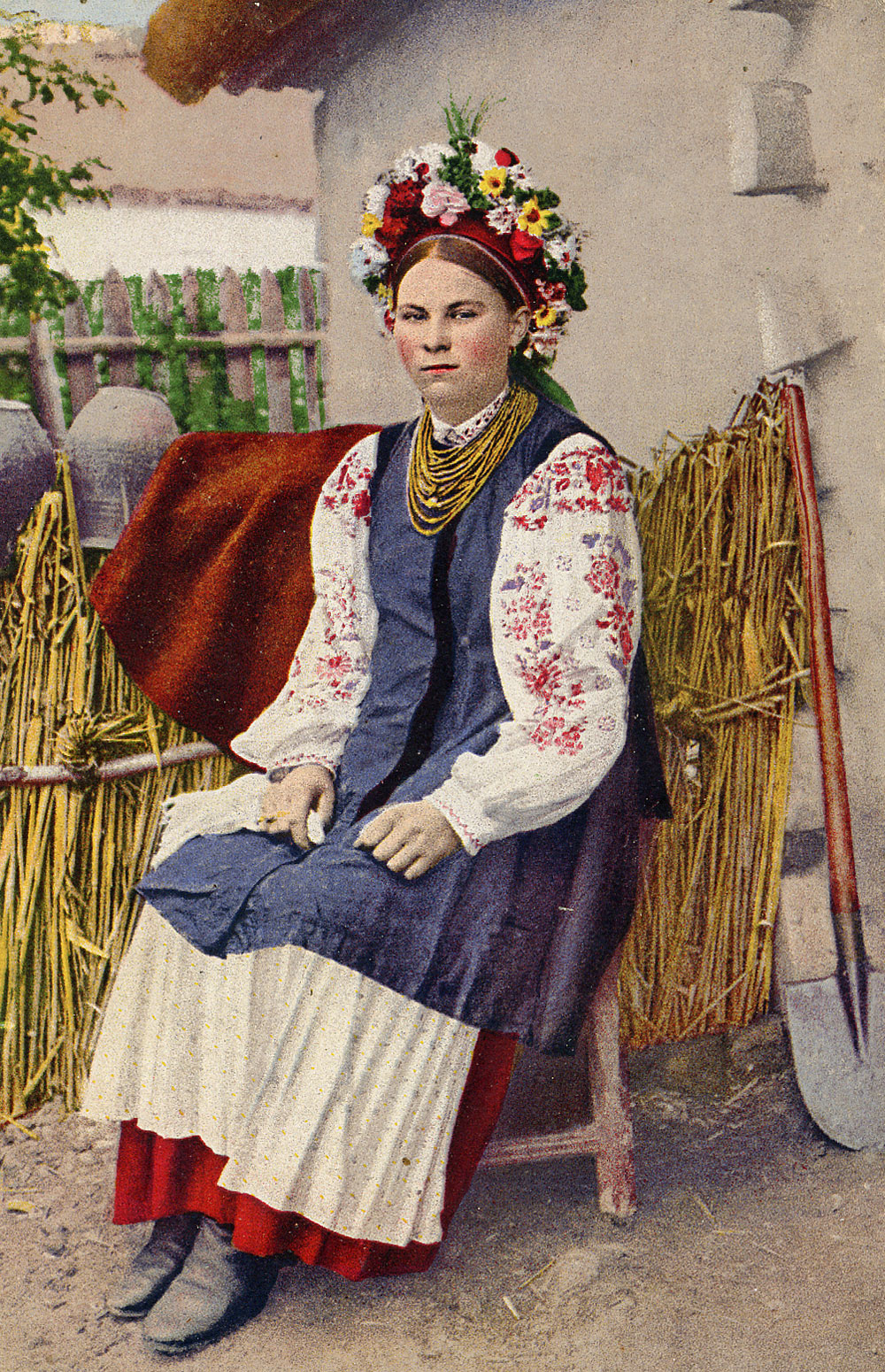
En dam som bär en ukrainsk vyshyvanka med en krans (ett vykort från 1916)

Den ukrainska kransen (ukrainska: вінок, vinók) är en krans som i traditionell ukrainsk kultur bars av flickor och unga ogifta kvinnor. Blomsterkransen tros vara en del av en tradition som går tillbaka till de gamla östslaviska sedvänjorna innan kristnandet av Kievrus. Blomsterkransen är en del av den ukrainska nationella klädseln och brukar bäras på fester och vid högtider. Sedan den ukrainska revolutionen 2014 har kransen också burits alltmer i vardagen.

## Historia
På Kupalanatten placerade unga kvinnor sina kransar i vattnet med ett tänt ljus. Genom att följa hur kransen flöt nerför floden eller sjön kunde hennes framtid förutspås. Traditionen sa att om kransen stannade på ett ställe och inte flöt nerför vattnet skulle hon inte gifta sig, om kransen sjönk skulle hon dö och om ljuset slocknade skulle olycka följa. Unga män dök ner i vattnet för att hämta blomsterkransen för den flickan som han ville gifta sig med. En av de traditionella Kupala-sångerna går i stil med att den som fångar kransen kommer att fånga flickan. Bärandet av kransen går alltså tillbaka till den förkristna tiden då det antogs att kransen skulle skydda flickor från onda andar. I takt med att det ceremoniella och religiösa värdet avtog ersattes det med folkkulturell karaktär. Det sjöngs om i folkvisor att förlora en krans innebar en övergång från flicka till kvinna.

## Utseende och symbolik
Precis som de flesta folkklänningar hade vinok ett betydande symboliskt värde. Bara specifika blommor användes för att göra kransen. Blommorna sattes fast mot ett band med hård pappersbaksida som sedan täcktes med ett band. Även om kransen varierade i sitt uttryck i olika regioner i Ukraina så hade den samma symboliska betydelse. Vanligtvis fästes flerfärgade, broderade band på baksidan.
Kransens namn, vinok, är relaterat till det ukrainska ordet för en bröllopsceremoni, vinchannya. Den bars traditionellt av flickor som skulle gifta sig. Under den ukrainska bröllopsceremonin ersattes vinok av ochipok, som är en kepsliknande huvudbonad som hon sedan skulle bära resten av sitt liv.[Källa saknas]
Kransen bärs nu av traditionella ukrainska dansare.
Anhängare av slavisk neopaganism gör sin kransar av eklöv och ängsblommor till sitt rituella firande av sommarsolståndet.

## Bilder

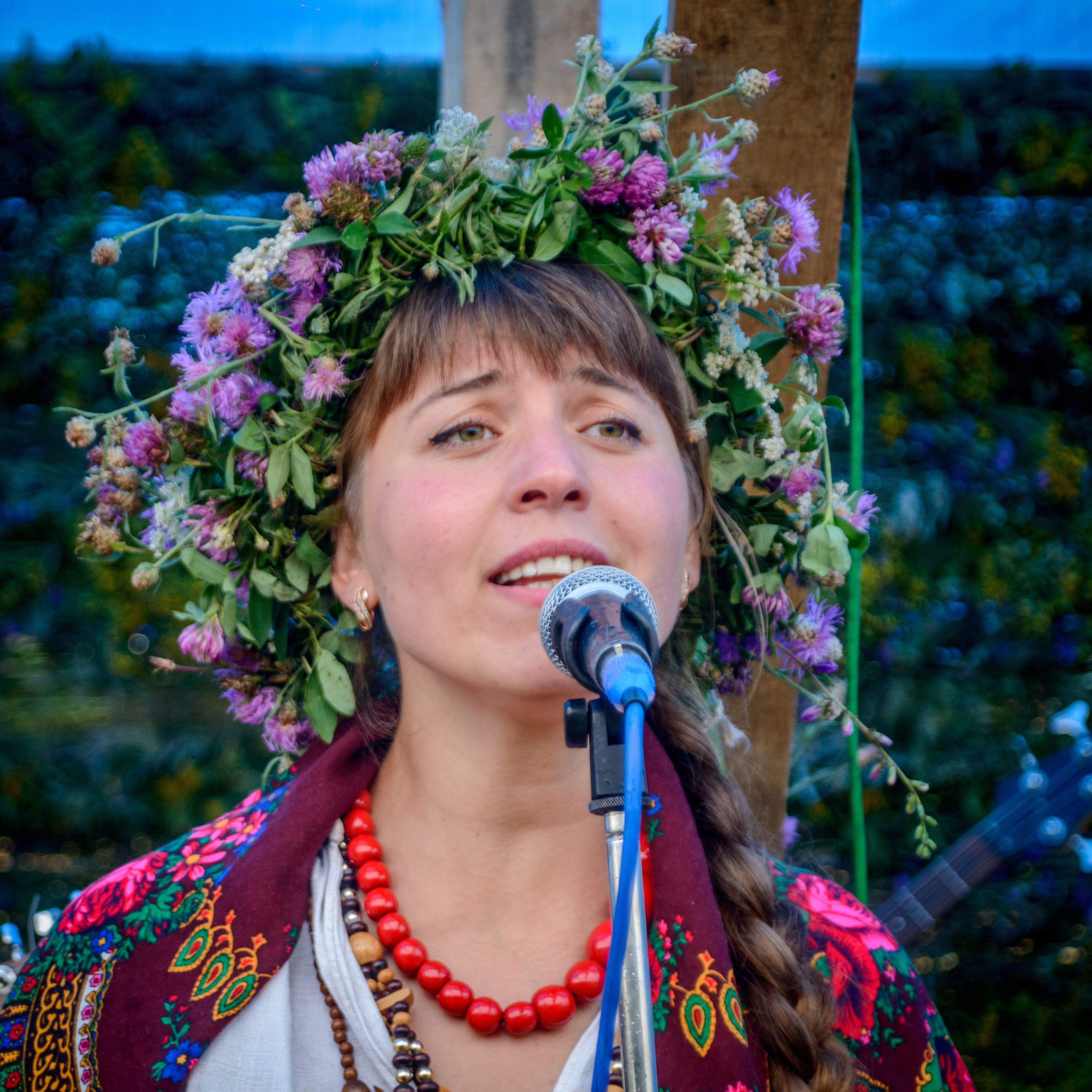
Kransen av blommor
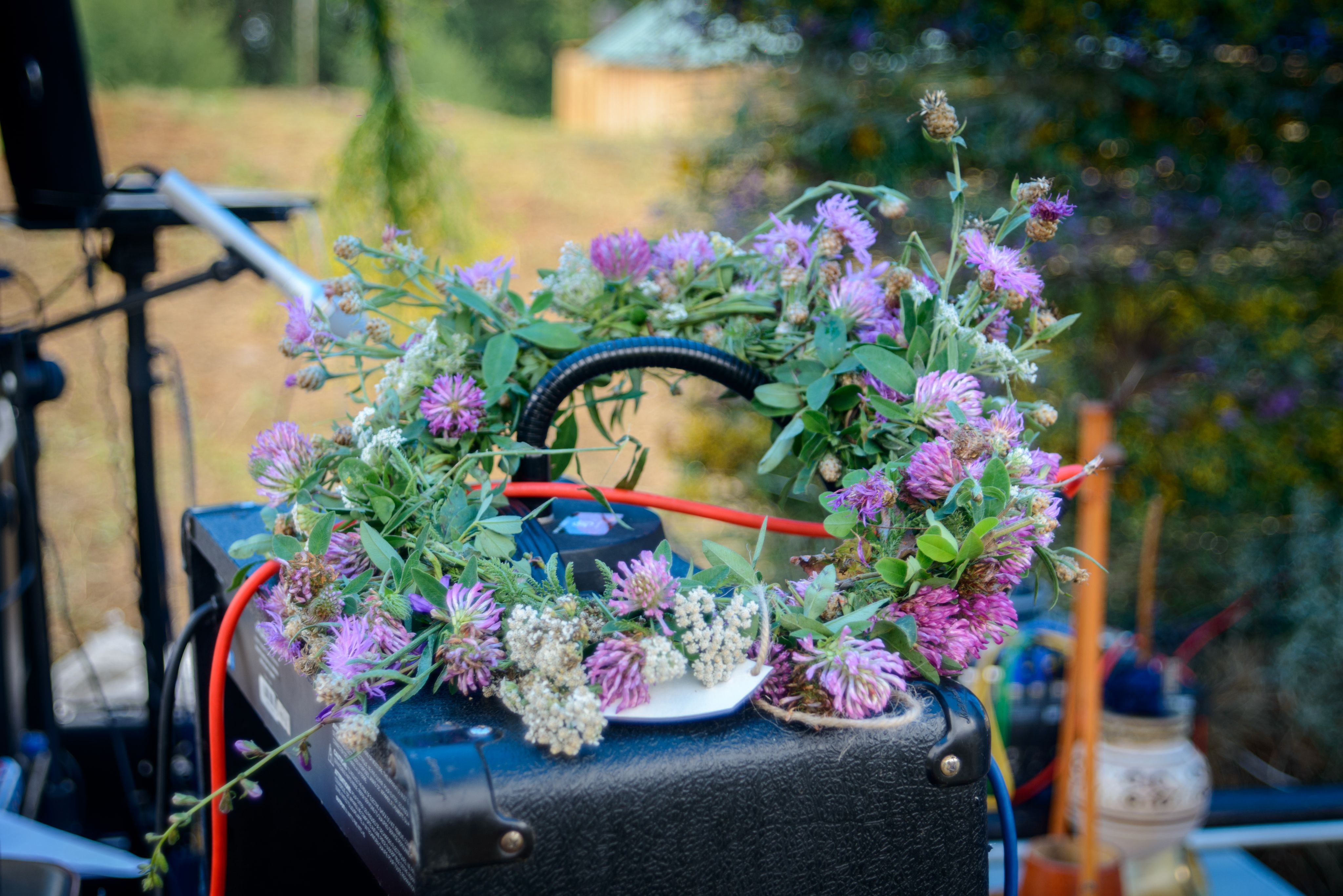
Kransen av blommor
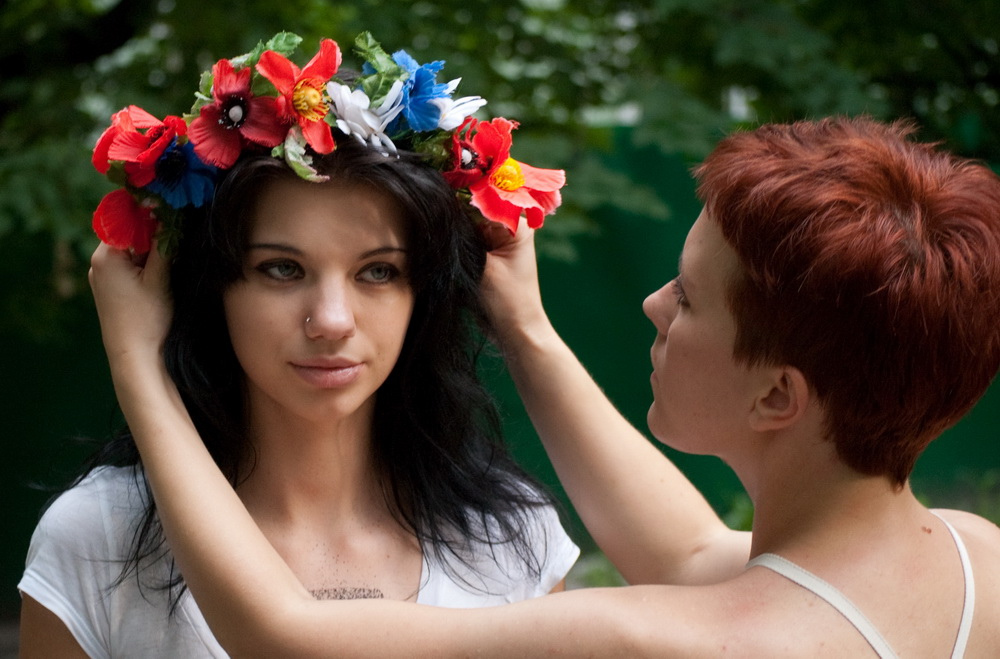
Vinok